# Toetoes
Toetoes – jedna z trzech dużych zatok położonych na południu nowozelandzkiej Wyspy Południowej, przy Cieśninie Foveaux. Spośród trzech zatok, Toetoes jest najbardziej wysunięta na wschód.